# Ves Bílá Voda
Ves Bílá Voda (niem. Weißwasser Dorf) – wieś, część gminy Bílá Voda, położona w kraju ołomunieckim, w powiecie Jesionik, w Czechach.